# 白根 (新潟市)
白根（しろね）は、新潟県新潟市南区の町字。郵便番号は950-1217。

## 概要
江戸期から現在までの地名。1889年（明治22年）のまであった白根村の区域の一部。東白根村とも称し、対岸の西白根村と区別した。地名の由来は、開墾時にどこを掘っても蘆の白い根が出てきたとも、味方城の根際にあったためともいう。また、白蓮潟の根っこにあったためとする説もある。

### 隣接している町字
北から東回り順に、以下の町字と隣接する。
- 能登
- 白根ノ内七軒
- 上下諏訪木
- 助次右衛門組
- 白根魚町

※中ノ口川を挟んで西白根と隣接。

## 歴史

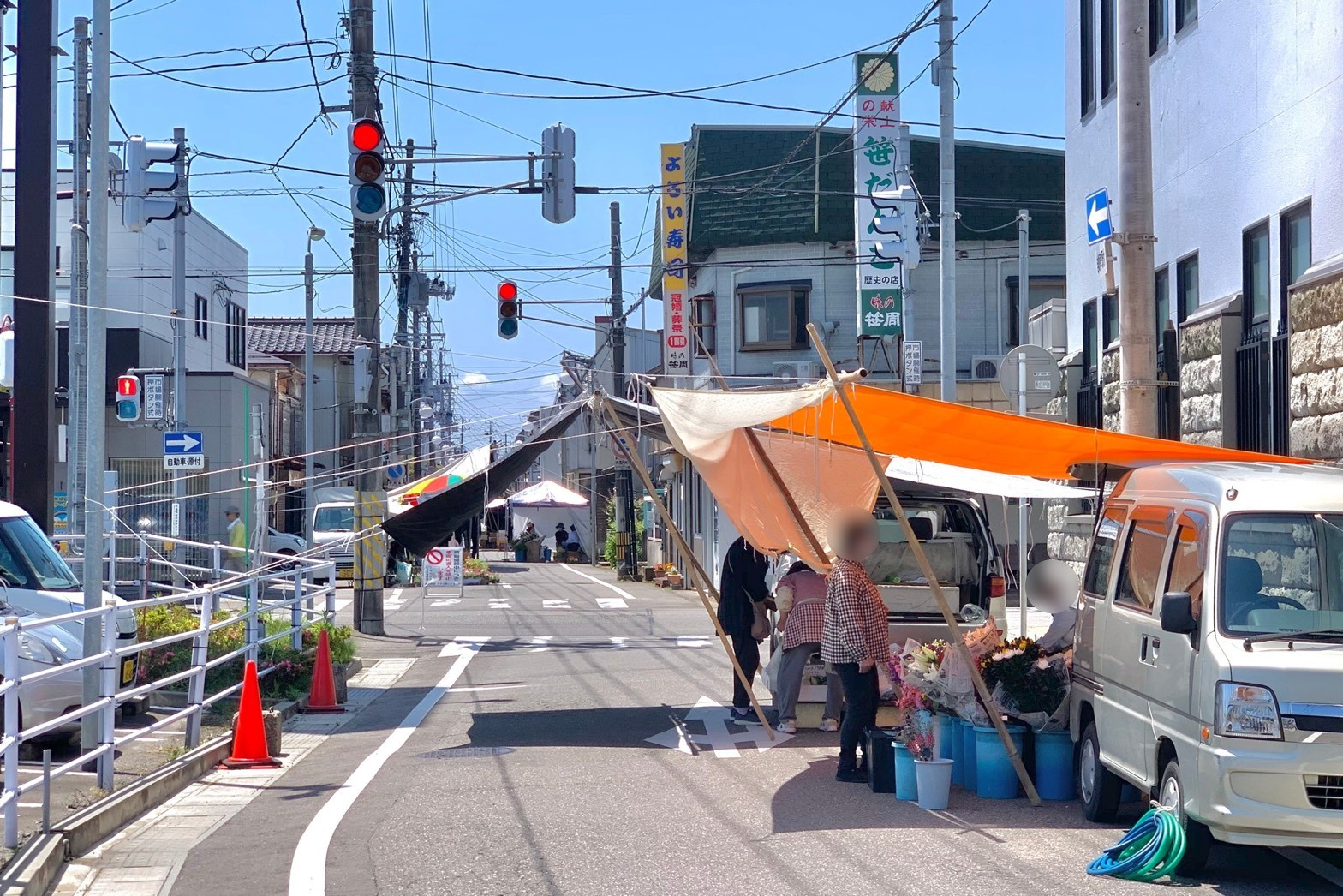
現在でも4と9のつく日に開催される六斎市（白根定期市場）

### 分立した町字
1889年（明治22年）以後に、以下の町字が分立。
白根ノ内七軒（しろねのうちしちけん）
1926年（大正15年）に白根の一部から分立。

### 年表
- 1574年（天正2年） : 袖山半兵衛重勝によって開発[4]。
- 1689年（元禄2年） : 袖山忠兵衛が4と9の日の六斎市の許可を得て在郷町となる[4]。
- 1889年（明治22年）4月1日 : 町村制施行にともなう合併により白根町の大字となる[4]。
- 1926年（大正15年） : 一部が「白根ノ内七軒（しろねのうちしちけん）」、1987年（昭和62年）に「能登（のと）」となる[4]。
- 1959年（昭和34年）6月1日 : 白根町の市制施行により白根市の大字となる[4]。
- 2005年（平成17年）3月21日 : 合併により新潟市の大字となる。
- 2007年（平成19年）4月1日 : 新潟市の政令指定都市移行によって南区の大字となる。

## 世帯数と人口
2018年（平成30年）1月31日現在の世帯数と人口は以下の通りである。
| 大字 | 世帯数  | 人口    |
| ---- | ------- | ------- |
| 白根 | 799世帯 | 1,937人 |

## 小・中学校の学区
市立小・中学校に通う場合、学区は以下の通りとなる。
| 番地 | 小学校             | 中学校                 |
| ---- | ------------------ | ---------------------- |
| 全域 | 新潟市立白根小学校 | 新潟市立白根第一中学校 |

## 主な企業・施設

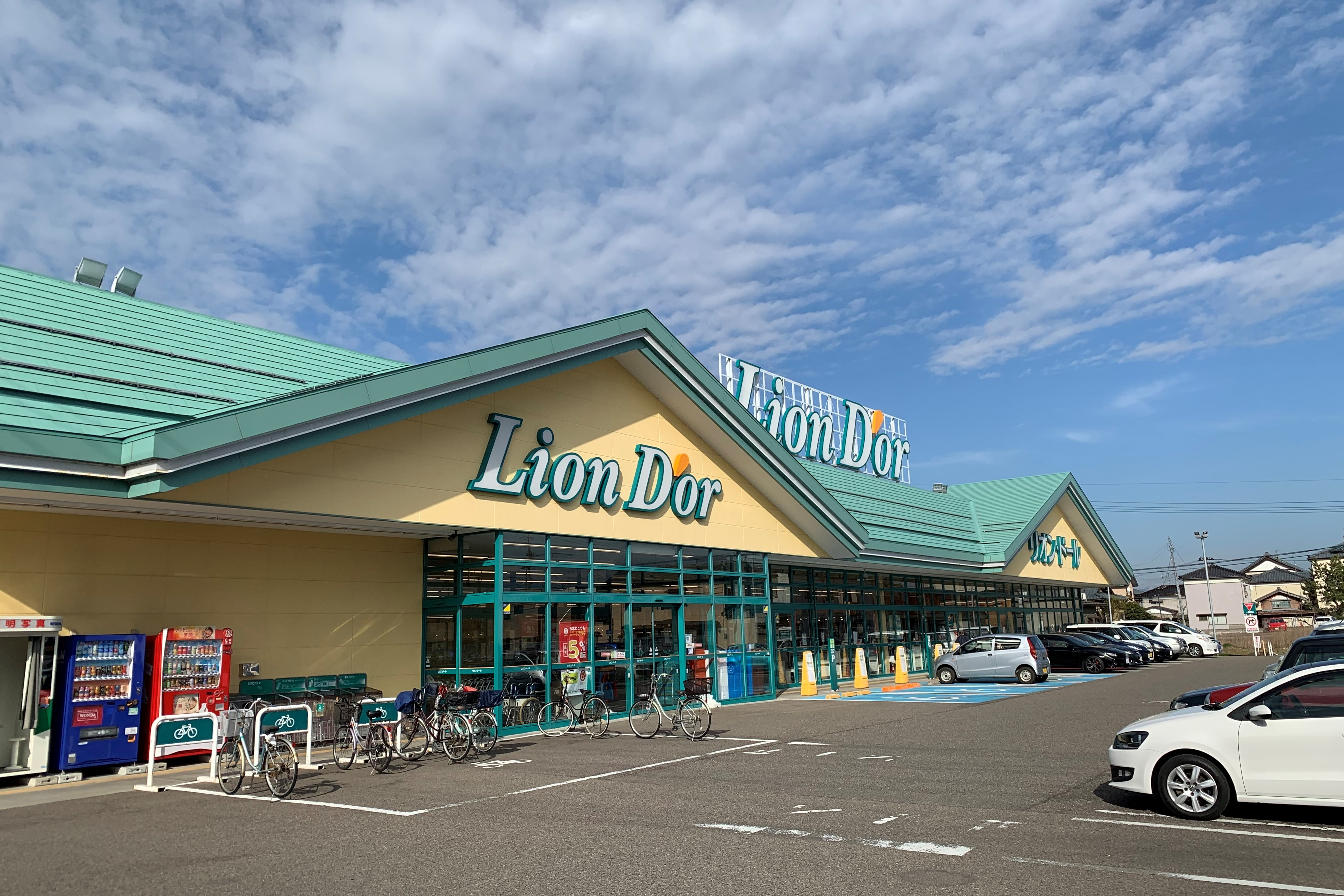
リオン・ドール白根店（2020年3月）
かつてこの場所にはヤマキチ醤油の工場兼店舗が存在し、中ノ口川との間にトロッコのレールが引かれていた。

- 新潟市南区役所
- 新潟市立白根小学校
- 新潟市立白根第一中学校
- 白根中央通郵便局
- 第四北越銀行 白根支店
- 第四北越銀行 白根中央支店

## 交通

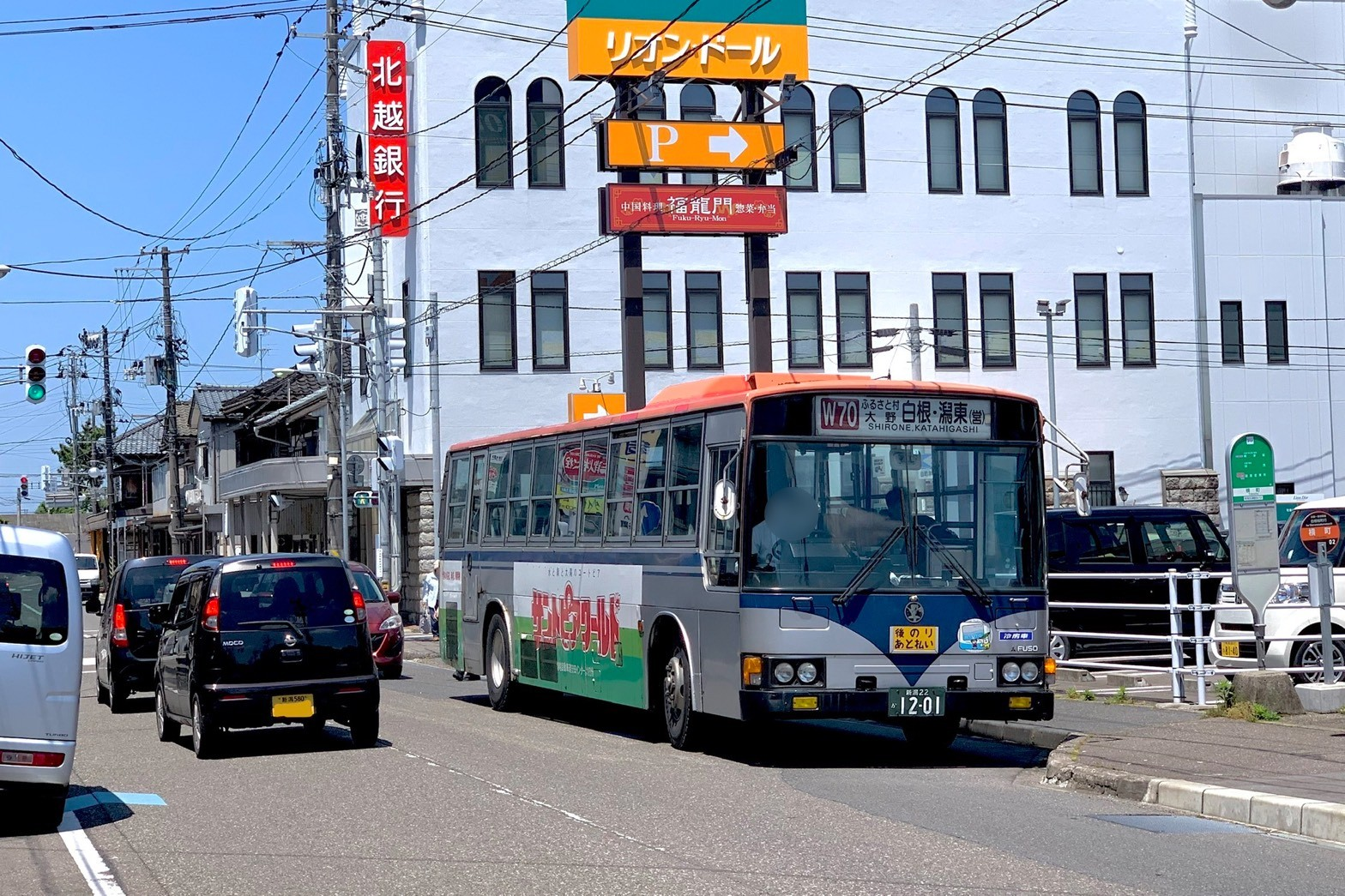
白根市街と新潟都心方面を結ぶ新潟交通観光バス W7 大野・白根線の各駅停車の路線バス車両（2020年5月、「横町」バス停）
背後の北越銀行の建物は旧白根町役場庁舎。

### 道路
- 新潟県道66号白根西川巻線

### バス
- 新潟交通観光バス
- 新潟市南区区バス